# Klymené
Klymené - (latinsky Clymene) bylo v řecké mytologii jméno více ženských postav. 

## Klymené - dcera Titána
Nejvíce zmiňována je dcera Titána Ókeana a jeho manželky a sestry Téthys. Klymené byla manželkou etiopského krále Meropa. 
Zdá se, že své místo v mýtech získala přes své milence a potomky. S bohem Héliem zplodila Faethonta a několik dcer - Hélioven. S Titánem Íapetem měla syna Atlanta. Ovšem jiná verze uvádí, že matkou Atlanta byla úplně jiná žena jménem Klymené.

## Klymené - matka Atalanty
Jediná zmínka o ní je právě v této souvislosti: boiótský král Schoineus a Klymené byli rodiči proslulé lovkyně Atalanty, účastnice lovu na kalydónského kance. 

## Klymené - dcera Katreova
Její otec byl Katreus, krétský král. Stala se manželkou eubojského krále Nauplia a porodila mu syna Palaméda, vynálezce a bojovníka v trojské válce